# Scorpaenodes hirsutus
Scorpaenodes hirsutus е вид лъчеперка от семейство Scorpaenidae. Видът не е застрашен от изчезване.

## Разпространение и местообитание
Разпространен е в Австралия (Коралови острови и Куинсланд), Американска Самоа, Египет, Индонезия, Кирибати, Кокосови острови, Коморски острови, Мавриций, Маршалови острови, Микронезия, Мозамбик, Нова Каледония, Остров Рождество, Острови Кук, Папуа Нова Гвинея, Провинции в КНР, Самоа, САЩ (Хавайски острови), Северни Мариански острови, Сейшели, Тайван, Тонга, Фиджи, Филипини, Южна Африка и Япония.
Обитава морета и рифове. Среща се на дълбочина от 0,5 до 40,5 m, при температура на водата от 22,5 до 28,9 °C и соленост 33,9 – 35,9 ‰.

## Описание
На дължина достигат до 5,6 cm.